# Kamieńsk (gromada)
Kamieńsk – dawna gromada, czyli najmniejsza jednostka podziału terytorialnego Polskiej Rzeczypospolitej Ludowej w latach 1954–1972.
Gromady, z gromadzkimi radami narodowymi (GRN) jako organami władzy najniższego stopnia na wsi, funkcjonowały od reformy reorganizującej administrację wiejską przeprowadzonej jesienią 1954 do momentu ich zniesienia z dniem 1 stycznia 1973, tym samym wypierając organizację gminną w latach 1954–1972.
Gromadę Kamieńsk siedzibą GRN w Kamieńsku (wówczas wsi) utworzono – jako jedną z 8759 gromad na obszarze Polski – w powiecie piotrkowskim w woj. łódzkim, na mocy uchwały nr 35/54 WRN w Łodzi z dnia 4 października 1954. W skład jednostki weszły obszary dotychczasowych gromad Danielów, Koźniewice, Ochocice i Szpinalów; ponadto wieś Barczkowice, kolonia Barczkowice i kolonia Olszowiec z dotychczasowej gromady Barczkowice; osada Kamieńsk, kolonia Kruczyca, kolonia Wesoła, kolonia Warszawska i osada Mokradła z dotychczasowej gromady Kamieńsk; oraz wieś Ściegny z dotychczasowej gromady Ściegny; wszystkie jednostki ze zniesionej gminy Kamieńsk w tymże powiecie. Dla gromady ustalono 27 członków gromadzkiej rady narodowej.
29 lutego 1956 do gromady Kamieńsk przyłączono wieś Pytowice z gromady Gomunice w powiecie radomszczańskim.
1 stycznia 1959 do gromady Kamieńsk przyłączono wieś i parcelację Gorzędów ze zniesionej gromady Gorzędów.
1 lipca 1968 do gromady Kamieńsk włączono miejscowości Kurzymąka (wieś), Piła Ruszczyńska (wieś i kolonię) i Ruszczyn (wieś i kolonię) ze znoszonej gromady Ruszczyn w powiecie bełchatowskim w tymże województwie.
Gromada przetrwała do końca 1972 roku, czyli do kolejnej reformy gminnej. 1 stycznia 1973 w powiecie piotrkowskim reaktywowano gminę Kamieńsk (od 1999 gmina Kamieńsk znajduje się w powiecie radomszczańskim).